# Jacob & Frans Neyts
De gebroeders Jacob Neyts en Frans Neyts waren de promotoren van de Vlaamse opera in de Nederlanden in de achttiende eeuw.

## Ouders en adoptie
De Bruggelingen Jacques-Toussaint Neyts (Brugge, 14 juni 1727 - Boulogne-sur-Mer, 6 juli 1794) en François-Dominique Neyts (Kortrijk, 29 maart 1719 - Brugge, 28 november 1797) werden door hun tijdgenoot Pieter Ledoulx (1730-1807) beschreven als de eerste uytvinders der vlaemsche opera's ofte sangkundige tooneelspelen. Het meeste wat over het leven en vooral over de 'petite histoire' van Jacob en Frans Neyts bekend is, vindt zijn oorsprong in de biografische tekst die Ledoulx over hen schreef. Op het eerste gezicht lijkt Ledoulx hiervoor een betrouwbaar auteur. Hij was immers een tijdgenoot van de gebroeders Neyts en had ze wellicht persoonlijk gekend. Zijn mededelingen werden dan ook lange tijd kritiekloos overgenomen. Ledoulx had nochtans wel een voorliefde voor opgesmukte verhaaltjes die de test van een kritische controle nauwelijks kunnen doorstaan.
De ouders van de twee broers waren Antoine Cary en Marie Duchesne. De ouders overleden vroegtijdig (voor 1733) en de twee jongens werden geadopteerd door Thomas Neyts (Brugge, 1672-1737) en zijn echtgenote Margareta Lynch (1687 - Nijmegen, 1763), hun volle nicht.
Over de wettige ouders van de twee jongens is, buiten het feit dat ze bestaan hebben, ongeveer niets geweten. De vader was waarschijnlijk de zoon van de Antoine Cary die burgemeester van Oostende was, maar documenten die hierover zekerheid zouden geven, zijn tot hiertoe niet geproduceerd. Welk beroep oefende de vader uit? Was hij Ier gebleven, zo niet  vrijlaat of poorter van een of andere stad geworden? Wanneer en waar werd hij geboren, huwde hij, overleed hij? Liet hij enig materieel goed aan de kinderen na? Niets hiervan is bekend. Over zijn vrouw is alleen bekend dat ze uit Brussel afkomstig was.
Over de families Thomas en Lynch is meer bekend. Etienne Lynch was op het einde van de zeventiende eeuw consul van de Engelse natie in Brugge geworden en huwde met zijn landgenote Anne Cary, ook als Kerwy in de parochieboeken ingeschreven. De kinderen Lynch burgerden uitstekend in. Dochter Johanna trouwde met een zoon uit een andere Engelse ingeweken familie, Frans Talbout († 1750) die schepen en burgemeester van het Brugse Vrije werd, en na het Brugse poorterschap te hebben aangenomen, in 1742 ook nog burgemeester van de raadsleden van de stad Brugge werd. De zoon Dominique Lynch werd schepen van de stad Brugge en in 1727 'commis van het nieuw gedelf van Plassendale naar Duinkerke'. Dit ambt was hem niet voordelig en hij eindigde in 1733 als onvermogende debiteur.
De dochter, Margareta Lynch, trouwde met de schepen van het Brugse Vrije Thomas-Maximiliaan Neyts, die vijftien jaar ouder was en voor haar een mooie partij betekende. Het ging om een eerder laattijdig huwelijk. Toen ze als 'praenobiles' op 13 augustus 1720 in de Onze-Lieve-Vrouwekerk in de echt verbonden werden, was Thomas 48 en de bruid 33. Een verstandshuwelijk wellicht en alvast een waar het verwekken van kinderen niet als een prioriteit gold of althans niet lukte.
De familie Neyts behoorde al verschillende generaties tot de rijke burgers van de stad Brugge en grootvader Jan Neyts had in Oostkamp, naast uitgestrekte bosgronden en zaailand, in 1662 de heerlijkheid Nieuwburg verworven en er een kasteel gebouwd, waar later veel zou over te doen zijn. De moeder van Thomas-Maximiliaan, Anna Spanoghe, behoorde tot een minstens even aanzienlijke familie en bracht onder meer de heerlijkheid Kleiem (Zuienkerke) in de familie Neyts. In 1678, naar aanleiding van haar overlijden, schonk haar broer Maximiliaan Spanoghe († 1680), laatste en ongehuwde mannelijke naamdrager, 'uut genegendheyd' de heerlijkheid aan zijn schoonbroer, haar weduwnaar Thomas Neyts senior.
Het gezin Neyts-Spanoghe telde vier kinderen en woonde in een notabel en schoon huis in de Mariastraat. De oudste zoon, Jan-Baptist, bestemd om zijn vader als feodaal erfgenaam op te volgen, werd licentiaat in de rechten. In de loop van het jaar 1700, nadat hij pas zijn overleden vader was opgevolgd, werd hij met enige plechtigheid lid van de keizerlijke hoofdgilde van kruisboogschutters van Sint-Joris, waar hij het register fier kon ondertekenen als heer van Cleyem en hoofdman van de gilde van Sint-Sebastiaan in Zuienkerke. Ook zijn jongere broer werd bij die gelegenheid lid van de Sint-Jorisgilde. Jan-Baptist kreeg niet lang de gelegenheid om van zijn status als familiehoofd te genieten want hij overleed, nog vrijgezel, op 15 november 1702. Een ongehuwde zuster Maria-Barbara overleed kort na hem. Een tweede zuster, Anna-Felicia († 1704), was gehuwd met Jacob-Bernardus Trappequiers († 1740). Thomas-Maximiliaan had voor het beroep gekozen dat voor de hand lag voor een jongere zoon van goeden huize: in 1700, nog vrijgezel, was hij legerkapitein. Kort nadien kwam grondige verandering in zijn leven.
Op enkele maanden tijd erfde hij eerst van zijn vader, kort daarop van zijn broer en zus. De heerlijkheid Nieuwburg, in de successie van zijn vader aan zijn zus Anna-Felicia toebedeeld, was niet meer voor hem bestemd, maar hij verhief onmiddellijk de andere lenen en was voortaan heer van Kleiem, Walcourt en Izenberge. Hij erfde vervolgens heel wat van zijn broer en zuster. Van Jan-Baptist waren dat hofsteden en gronden in Snaaskerke, Meetkerke, Klemskerke, Oostkamp en Beerst, naast een huis op de Sint-Gillisparochie in Brugge en een hele reeks renten en obligaties. Van zijn zus Maria-Barbara erfde hij hofsteden en gronden in Stene, Lapscheure, Zandvoorde en Oostkamp, benevens een dubbelhuis op het Walplein en weer een hele reeks renten en obligaties. Het lijkt er op dat Thomas-Maximiliaan voortaan een renteniersleven kon gaan leiden, aangevuld met activiteiten in overheidsdienst. Vanaf 1707 werd hij schepen van het Brugse Vrije en bleef dit tot aan zijn dood.

## Adellijke kwaliteit van de gebroeders Neyts
Thomas-Maximiliaan Neyts, vrijlaat onder het Ambacht Snellegem en schepen van het Brugse Vrije, werd in de adelstand verheven op 28 april 1722. Dit betekende maar een bevestiging van een bestaande toestand. Hij leefde immers al lang als edelman en werd ook meestal als edele heer of 'praenobilis' betiteld. Op 30 september 1733 was het de beurt aan Frans en Jacob Cary, van wie de adoptie door het echtpaar Neyts gehomologeerd werd. Het gevolg van deze adoptie en adelverheffing was, steeds volgens Ledoulx, dat Frans Neyts-Cary, die toen amper 14 was, uit Cadiz werd teruggeroepen waar hij was heen gestuurd om er op eenen koopmanscomptoir den koophandel te leeren. Zijn broer Jacob, toen 6 jaar, liep in Brugge school bij de paters augustijnen om te leeren lezen en schrijven en dan de latinsche taele te leeren. Beiden zouden voortaan een voordere opvoedinge krijgen in al het gone eygen is aen eenen edelman.
Wat in de daaropvolgende jaren die opvoeding inhield, is niet bekend. Dat de jonge heren in een statig herenhuis in Brugge woonden is waarschijnlijk. Dat de zomermaanden op het kasteelgoed Kleiem in Zuienkerke werden doorgebracht, praktisch zeker. Daar vonden ze naast het omwald kasteeltje met ophaalbrug, een grote hoeve, en een vogelrie, zwanerie en visscherie, terwijl ze hun vader konden vergezellen naar de bijeenkomsten aan de vlakbij gelegen schietpers van de schutters van Sint-Sebastiaan, waarvan de heer van Kleiem de verplichting had de hoofdman te zijn. Misschien had Neyts ook nog in Izenberge en in Walcourt een optrekje. Normaal zullen de jongens verder school gelopen hebben, wellicht bij de augustijnen en bijzondere lessen gekregen hebben (muziek, schermen, paardrijden, houding en goede manieren, enzovoort) aangepast aan hun stand. Niet voor lang echter.

## Einde van de mooie droom
Er kwam immers een dubbele kink in de kabel. Op 9 september 1737 overleed Thomas-Maximiliaan Neyts en werd zijn stoffelijk overschot bijgezet bij zijn ouders, in het familiegraf van de Spanoghes in de Onze-Lieve-Vrouwkerk. De weduwe ging met haar twee zoons (toen 18 en 10 jaar oud) en haar dienstmeid, iets soberder wonen in een burgerhuis in de Hoornstraat.
Ze waagde zich toen aan een jarenlang proces, dat ze verloor en dat haar het grootste deel kostte van wat haar echtgenoot haar had nagelaten, zo niet zelfs alles. Het proces had betrekking op de eigendomsrechten over het leengoed en kasteel Nieuwburg in Oostkamp. Jan Neyts, de grootvader van Thomas, die er in 1662 eigenaar was van geworden, had het vroegere "speelhof", dat gedurende tweehonderd jaar een van de buitenverblijven was geweest van de familie Adornes, tot kasteel uitgebouwd. Bij de verdeling na het overlijden van Thomas Neyts senior (21 januari 1700) was de heerlijkheid Nieuwburg ten deel gevallen aan zijn dochter Anna-Isabella Trappequiers-Neyts. Bij de snel op elkaar volgende verdelingen zowel van de vader, als van Jan-Baptist en Maria-Barbara Neyts, koos Anna Neyts zoveel mogelijk voor de allodiale eigendommen in Oostkamp, die samen met de feodale heerlijkheid een economische eenheid vormden. Na haar vroegtijdige dood, en bij de verdeling tussen haar twee dochters, ging de feodale erfenis over op haar dochter Isabelle Claesman-Trappequiers. Zo was de burgemeester van het Brugse Vrije Albert Claesman († 1750), heer van Vyve en sedert 1735 baron van Male, namens zijn vrouw de leenhouder en eigenaar van Nieuwburg geworden. De man tegen wie Margareta Neyts-Lynch het opnam, was een van de invloedrijkste gezagdragers van het ogenblik en was net aan het bouwen begonnen van een weelderige stadsresidentie in de Sint-Jakobsstraat. Lag de oorzaak van het geschil eventueel bij hem, of was het als een tegenzet dat Claesman, in naam van zijn vrouw, zich als apparenten hoir universeel had opgeworpen na het overlijden van Thomas Neyts? Hij had daaraan later wel verzaakt, maar zijn vordering zal ook wel een rol in het geschil gespeeld hebben.
Dit geschil liep dus over Nieuwburg. De weduwe Neyts verdedigde de stelling dat een heerlijkheid niet aan een vrouwelijke erfgename had mogen toegewezen worden en eerst aan Jan-Baptist en vervolgens aan haar man als hoir feodaal had moeten ten deel vallen. Of misschien bepleitte ze dat na het vroegtijdig overlijden in 1704 van Anna Neyts, dit leen naar de familie Neyts had moeten terugkeren, in de persoon van de enige overlevende broer, Thomas-Maximiliaan. Maar Margareta Lynch had blijkbaar onvoldoende goede argumenten. Volgens Ledoulx liep dit uit op haar ruïne en werden al haar eigendommen (volgens hem voor een waarde van veertien duizend ponden groot, hetzij circa 85.000 gulden) in beslag genomen en verkocht, in betaling van de hoge gerechtskosten.
Of dit echt de enige reden was voor de financiële problemen van de weduwe Neyts is niet zeker, zoals uit andere elementen blijkt. Thomas Neyts was eigenaar van een dubbelhuis, afkomstig van de erfenis Spanoghe, dat hij verhuurde, genaamd 't Ruyterken of Den Milden Ruyter, gelegen aan de Oostkant van het Walplein, op de hoek met de Walstraat. In 1734 had hij er een hypotheek op gevestigd voor zekerheid van een lening van 6 ponden groot die hij bij de weduwe Verschoot had aangegaan. Op zich niet bepaald een teken van grote rijkdom. De 'staat van goed' bij het overlijden van Neyts, als die terug te vinden is, zou waarschijnlijk aantonen of hij inderdaad een gefortuneerd man was gebleven, zoals men aannam, dan wel of dit om de een of andere reden nog slechts een façade was. Het is alvast een feit dat zijn weduwe Margareta, korte tijd na zijn dood, door de Raad van Vlaanderen veroordeeld werd tot het betalen van 20 pond aan meester-timmerman Dominicus van Speybrouck voor timmerwerken en levering van hout en van 53 pond als afbetaling op een wisselbrief van 103 pond aan makelaar Joos Vyncke. Voor beide schulden werd inschrijving genomen op 't Ruyterken. Dit gebeurde op 19 juli 1738, tien maanden na het overlijden van de echtgenoot en gelet op de juridische en administratieve termijnen, mag men aannemen dat het om schulden ging die nog door de overledene waren gemaakt. Margareta kon die duidelijk niet betalen met als gevolg dat beide huizen die samen 't Ruyterken uitmaakten, al op 22 november 1738 werden verkocht.
Dit was niet alles. Ook Kleiem bleek niet houdbaar en had in 1739 al een nieuwe eigenaar, met name Jacques De Witte, telg uit een adellijke familie uit het ambacht Snellegem, waar in de 16de eeuw ook Johannes De Witte, eerste bisschop van Cuba, toe behoord had. In 1746 verkocht Jacques De Witte het goed aan de burgemeester van het Brugse Vrije, ridder Anselme-Désiré de Peellaert († 1780). Izenberge en Walcourt gingen dezelfde weg op.
Men kan hieruit met tamelijke zekerheid besluiten dat Margareta Lynch van haar man niet een riante maar een eerder bezwaarde erfenis kreeg toegeschoven. Heeft dit er haar toe aangezet alles op alles te zetten en een procedure in te stellen nopens een vroegere verdeling van erfenis, die wellicht destijds in de familie aanleiding had gegeven tot discussie en onvrede? Zou men terloops hierbij wellicht de hypothese mogen formuleren dat de adoptie van de twee jonge zoons Cary onder meer gebeurde om te verhinderen dat na de dood van Thomas-Maximiliaan Neyts zijn erfenis eveneens naar de familietak  Trappequiers – Claesman zou gaan, aangezien de familie Neyts in de mannelijke lijn volledig zou zijn uitgestorven?

## De gebroeders Neyts geen edelman meer
Margareta Lynch, die nog veel jaren ten onrechte als douairière van Cleyem werd betiteld, was arm geworden. Dit had voor gevolg dat er geen geld was om de engagère of taks te betalen die zou hebben toegelaten, dat een van de zoons de schepenfunctie van de adoptievader kon overnemen of een andere overheidsfunctie kon verwerven. Het verst dat beide broers het brachten was tot respectievelijk kapitein van de Burgerwacht en klerk van de vierschaar. In het Brugs ontspanningsleven moesten ze zich tevreden stellen met het lidmaatschap van een burgerlijke schuttersgilde (Frans in Sint-Kruis in 1752 en Jacob in Sint-Sebastiaan in 1746) en kregen ze geen toegang tot de chique Sint-Jorisgilde, waarvan hun adoptievader lid was geweest.
De gebroeders Neyts konden duidelijk ook hun prille adellijke stand niet hoog houden. Waarschijnlijk was het hen niet mogelijk de nodige taksen te betalen ter verheffing van de feodale lenen en werden de heerlijkheden, die de adellijke titel moesten dragen, verkocht. Alleszins was er vanwege beide broers een feitelijke verzaking aan de adellijke stand en leefwijze. De door Frans Neyts uitgeoefende functie van kapitein van de Burgerwacht was bescheiden en kon niet doorgaan voor een adellijk ambt, des te minder omdat hij dit combineerde met een activiteit als bezoldigd kerkmuzikant. Jacob Neyts werd in 1753 klerk van de vierschaar, wat evenmin een verheven functie was. Enkele jaren later, omstreeks 1758 werden beide broers beroepsacteur en muzikant, hetgeen helemaal niet verenigbaar was met het behoren tot de adelstand en zelfs aanleiding gaf om zonder meer de facto een ontzetting op te lopen.

## Isabelle Stassinon (Brugge, 8 oktober 1743 - 7 januari 1799)
Over de echtgenote van Jacob Neyts, die de sterzangeres van het operagezelschap werd, schreef Ledoulx: Onder de voornaemste vertoonders (acteurs) was eene doghter, die begaeft was met een goede stemme, geboortig van geringe afkomst, want haeren vader was eenen mestraeper. Het geval wilde dat Jacob Neyts haer hoorde zyngen, ’s avonds aen de huyzen voor geld, met nog een andere doghter. Hij was daer van ingenomen over haer soete maniere van singen, aenmerckende oock haer schoonheyd, dat hy dacht haer tot sig te trecken, waer toe hy haeren vader heeft verwillight, van syne doghter aen hem over te laeten, voor eene somme geld. Haer verkregen hebbende heeft hy haer geleerd en onderwesen in de sangkunde, dat zy een van de eerste tonneelspeelsters wierd. Waernaer zy hauwbaer wordende, haer heeft getrauwt voor zyne vrouw en daerby verscheyde kinders verweckt.
Het beroep van Isabelles vader was niet erg hoogstaand, maar of het zo nederig was dat zijn dochters moesten uit bedelen gaan en hij Isabelle zonder meer aan Neyts verkocht, valt nog te bezien. Mestrapers waren officiehouders en het beroep, op zich niet bijzonder verheffend, kon winstgevend zijn. Weliswaar stond Jan Stacenon bij de volkstelling in 1748 vermeld als woonachtig in de volksbuurt van Sint-Gillis genaamd In 't lant van Belofte, met als beroep mestraper en met de bijkomende vermelding (armen)disch, zoals dit het geval was voor de overgrote meerderheid van de bewoners in zijn straat. Was dit tien jaar later nog zo? Toen Isabelle op 7 januari 1799 op de leeftijd van 55 jaar in Brugge overleed, werd haar vader in de overlijdensakte vermeld als 'négociant'. Er waren veertig jaren verlopen sedert de episode die Ledoulx beschreef en de vader kon zich opgewerkt hebben, maar het vraagt minstens verder onderzoek of hij rond 1758-60 echt zo straatarm was dat zijn kinderen moesten gaan bedelen en hij een van zijn dochters gewoon verkocht. Of deed ook hier Ledoulx er een kleurig schepje bij?
Wanneer en waar Jacob Neyts en de zestien jaar jongere Stassinon huwden, is niet duidelijk. Hun eerste kind werd in september 1763 in Nijmegen geboren. Het kan dus best dat ze trouwden in een of andere stad terwijl ze op tournee waren. Zeker is dat ze kerkelijk huwden, ondanks hun professionele situatie die in andere gevallen en zelfs in hun eigen operagezelschap aanleiding gaf tot weigering vanwege de kerkelijke overheid. Bij de verschillende dopen van hun kinderen werden Jacob en Isabelle Neyts gewoon als man en vrouw gemeld en de kinderen als 'filius legitimus' en 'filia legitima'. De houding van de clerus tegenover toneelspelers was dus niet in alle gevallen zo negatief als men het soms heeft voorgesteld.

## Frans Neyts
In de schaduw van Jacques Neyts bevond zich, althans volgens de biografen, zijn broer Frans of François-Dominique. Hij is het die op het ogenblik van de adoptie en van het aannemen van de familienaam Neyts, volgens Ledoulx, als veertienjarige knaap bij een handelaar in Cadiz (Spanje) verbleef, om er een commercieel beroep aan te leren en als nieuwbakken edelman naar Brugge werd teruggeroepen om er een voordere opvoedinge te krijgen in al het gone eygen is aen eenen edelman. Van dit laatste kwam echter weinig terecht en Frans Neyts die eene bijsondere begaeftheijd voor de musijcke had, leerde viool spelen en zelfs violen bouwen. Hij werd voltijds muzikant en Ledoulx schreef dat terwijl hij de musicque volmaektelijk wel kende, in de kercken voor loon (ging) spelen op de docksaelen, namentlijk in de kercke van Sint-Donaes. Ook nog volgens Ledoulx werd hij benoemd tot kapitein van een compagnie van de Burgerwacht, hetgeen hem een bescheiden maar vast inkomen bezorgde.
De korte biografische nota over Frans Neyts, afzonderlijk van die van zijn broer, in het Nederlands woordenboek van Van der Aa, roept vragen op. Hierin wordt gezegd dat hij orkestmeester was in Amsterdam en dat hij veel bijdroeg tot de ontwikkeling van de opera in de Nederlanden. Was hij het, zo vroeg de biograaf zich af die in 1810 als zanger, samen met een juffrouw Carels, aan het Hollands toneel verbonden was? Op dit laatste kan men alvast negatief antwoorden, gezien Frans in 1797 overleden was. Het is waarschijnlijk dat het ging om Jan-Baptist Neyts (Brugge 12 februari 1768 – Amsterdam 11 oktober 1824), een zoon van Jacob en Isabella Neyts-Stassinon.
Deze Jan-Baptist Neyts was gehuwd met een Jeanne Arondeur. Hij wordt tweemaal vermeld in een studie gewijd aan de Amsterdamse filosoof Johannes Kinker. In 1801 zong hij, voor de maatschappij Felix Meritis, gezangen op teksten van Kinker. Bij die gelegenheid droeg hij een Chinees priesterkleed, muts en schoenen. In 1803 was hij een van de uitvoerders die Haydns Schöpfung zongen, in een vertaling opnieuw van Kinker. De muzikale activiteit werd in de familie Neyts dus ook in de volgende generatie doorgezet.
Nog in een andere bron komt Frans Neyts voor zonder vermelding van zijn jongere broer. In 1746 werd in Brugge door een tiental jonge muziekliefhebbers een muziekvereniging opgericht onder de naam Confrerie van het Concert. Frans Neyts wordt hierbij vernoemd als voornaamste initiatiefnemer en eerste directeur. Van Jacob Neyts was hier geen spoor, wat niet abnormaal is, aangezien hij toen pas 19 was. Frans Neyts bleef tot in 1752 directeur van de vereniging en verdween toen. Mogelijk speelden meningsverschillen, maar het is ook mogelijk dat hij toen gewoon een meer professionele weg insloeg.

## Operaloopbaan van Jacob en Frans Neyts
Jacob Neyts begon aan een beroepsactiviteit als klerk van de vierschaar. Hij oefende dit ambt uit van maart 1753 tot januari 1758, na volgens Ledoulx eerst enkele jaren bij een klerk in de leer te zijn geweest. Veel activiteit ontplooide hij hierbij niet, gelet op het gering aantal akten dat door hem werd verleden. Hij had zich nochtans al op 3 maart 1753 aangesloten bij het rechtskundig genootschap gekend onder de naam 'De Sabbatine', wat toch op enige belangstelling duidt voor de juridische aspecten van zijn ambt. Weinigen van zijn collega's waren lid van dit genootschap.
Maar Ledoulx schreef dat Neyts in het procureuren niet veel te doen hadde. Was er gewoon onvoldoende werk voor de procureurs of was dit beroep niets voor Neyts en verwaarloosde hij het? Aan de overvloed aan vrije tijd schreef Ledoulx het toe dat hij begon op te treden in het amateurgezelschap van de rederijkerskamer De weerde drie santinnen, waar hij samenwerkte met de schoolmeester Pieter Coucke, in syn school oock niet te doen hebbende.  Volgens Ledoulx traden ze op in een toneelzaal die zich bevond in het huis Nazareth in de Grauwwerkersstraat en oogstten ze succes.
In het kielzog van gouverneur-generaal Karel van Lotharingen kwam het Hof van Brussel in juni van het jaar 1756 even naar Brugge overgewaaid. Om de bezoekers te plezieren werd in de theaterzaal van het jezuïetencollege de opéra comique 'Ninette à la Cour' van Simon Favart door de 'Comédiens de Bruxelles' opgevoerd. Dit inspireerde Neyts, die op enkele weken tijd het libretto in het West-Vlaams vertaalde en dit ook publiceerde. Er deed zich een uitstekende gelegenheid voor om het vervlaamste stuk aan het publiek voor te stellen. De 'Confrerie van het Concert', die tien jaar eerder door onder meer Frans Neyts was gesticht, had op d'Oude Beurze een nieuwe schouwburg gebouwd en die werd op 15 oktober 1756 feestelijk in gebruik genomen met de opvoering van 'Mimi in het Hof'. Enkele weken later, op 27 november, gaf Neyts in dezelfde schouwburg de creatie van het door hem vertaalde 'La Bohémienne of den bedrogen gierigaard'.
Beide stukken werden opgevoerd door De Yverige Brugsche Jonckheydt. Het troepje van Neyts bestond uit drie acteurs, twee actrices en enkele instrumentalisten. De rol van Frans Neyts als vioolspeler is hierin duidelijk te situeren, die van Jacob Neyts minder. Dat hij de teksten vertaalde ligt voor de hand, dat hij de muziekarrangementen – al dan niet samen met zijn broer – uitwerkte ook, maar of hij zelf een muziekinstrument bespeelde, zo niet als zanger optrad of gewoon maar als regisseur, wordt nergens vermeld.
De bijval was bemoedigend en de gebroeders Neyts begonnen ook buiten Brugge op te treden, onder meer in april en mei 1757 in Duinkerken. Het succes was blijkbaar van die aard dat Jacob Neyts begin 1758 zijn procureursfunctie opzegde om zich voortaan volledig aan zijn passie te wijden.
De overlevering en een aantal documenten verzekeren dat voortaan werd opgetreden in veel Vlaamse, Brabantse en weldra Hollandse en Zeeuwse steden. Van 1757 tot 1772 werd het leven van Jacob Neyts en van zijn kompanen dat van rondreizende acteurs. Brugge bleef hierbij hun thuishaven. De oudste zoon Louis-Jacques werd weliswaar in 1763 in Nijmegen geboren (overleden in Parijs 12 augustus 1828) en de dochter Marie-Isabelle in 1765 in Duinkerke (overleden in Calais op 5 augustus 1826), maar de vier volgende werden tijdens het winterseizoen in Brugge geboren: Jean-Celestin (6 december 1766, overleden in Brugge 29 oktober 1839), Jan-Baptist (12 februari 1768, overleden in Amsterdam 11 oktober 1824) en op 4 december 1771 de tweeling Jacques-François en Louise (zij overleed in Brugge 4 oktober 1773). Later werd nog een dochter Henriette in Gent geboren (overleden in Brussel 2 juni 1842).
Eenmaal goed op dreef heette het gezelschap niet meer 'De Yverige Brugsche Jonckheyt', maar werd het 'De Vlaemsche Opera'. Vanaf 1768 trad het gezelschap jaarlijks in de lente in Amsterdam op en werd daar weldra als het voornaamste vreemd operagezelschap beschouwd, ook al bestonden er over het succes en de impact van de West-Vlaamse operagroep in Nederland en meer bepaald in Amsterdam, uiteenlopende opinies.
Acteur en toneelschrijver Simon Rivier beschreef het Vlaams gezelschap als een zootje uitgehongerde zwervers. Men mag hierbij evenwel niet uit het oog verliezen dat Rivier verbonden was aan de schouwburg die in 1772 in de vlammen opging. Hij had dus redenen om Neyts een kwaad hart toe te dragen. Een andere noorderling bekritiseerde “de vreemde, ons onterende bastaardtaal” die door de Vlaamse zangers gebruikt werd. Daarentegen schreef C. Wybrands dat zij de belangrijkste troep waren van al diegenen die Amsterdam aandeden en vermeldde het Biografisch Woordenboek der Nederlanden (1852) dat ze "overal den uitbundigsten lof oogstten". Wat hun taal betreft, rapporteerde ditzelfde Woordenboek dat de operaliefhebbers en vooral de dames verzot waren op uitvoeringen in het zoetgevooisde West-Vlaams.

## De dramatische brand en daarna
Op 11 mei 1772, naar aanleiding van de première van de door Neyts vertaalde opera's Den deserteur en De kwalijk bewaarde doghter gebeurde het drama. De Amsterdamse schouwburg schoot tijdens de voorstelling in brand en de paniek die de vluchtende toeschouwers aangreep had voor gevolg dat er achttien doden vielen. Er barstte hierna een hevige polemiek en pamflettenoorlog los en Neyts werd van onvoorzichtigheid beschuldigd.
Ledoulx zegt niet duidelijk wat de gevolgen waren voor de Vlaamse Opera. Ze zijn naar Brabant afgezakt, schreef hij, nadien naar Gent en ten slotte naar Kortrijk waar Neyts geheel is gescheyden uyt de toonelspelen ten jaere 1779. Hij ging in Mechelen wonen en werd er handelaar in wijn en brandhout. In het Biografisch Woordenboek der Nederlanden werd het: dit schrikkelijk ongeval berokkende zijn ondergang. Bij Goethals (1838): il poursuivit ses voyages sans rencontrer l’accueil dont on l’avait autrefois honoré en bij Stecher (1899): il finit par renoncer à la vie théatrale et s'établit en 1779 à Malines. In tegenstelling hiermee schreef J. Huyghebaert dat onmiddellijk na de brand de voorstellingen in Amsterdam hernomen werden, in andere zalen en zelfs in een houten theatertje. Bram Van Oostveldt betwist evenwel dit laatste, omdat hij hierover geen enkel document aantrof.
J. Huyghebaert acht het juist dat Neyts na 1772 minder bijval genoot en schrijft dit toe aan de kwijnende belangstelling voor vertaalde stukken, wellicht bespoedigd door de snelle groei van het aantal mensen die Frans verstonden. Men mag wat sceptisch staan over die uitleg, gelet op de grote bijval die de Vlaamse opera nog in de jaren 1788-1790 in Brugge genoot. Anderzijds toont Huyghebaert aan dat 1772 niet het eindpunt betekende in de toneelactiviteiten van Neyts. Na 1772 trok het gezelschap verder van stad tot stad en deed opnieuw Amsterdam aan. Ook optredens in Haarlem zijn bekend. In 1775 werd Jacob Neyts als deskundige onder de arm genomen door de Kortrijkse rederijkerskamer van het H. Kruis, die in een dispuut gewikkeld was met een gezelschap uit Geraardsbergen, aangaande een door de Kortrijkzanen ingerichte toneelwedstrijd. Neyts bleef dus gezag hebben om in dergelijke geschillen een uitspraak te doen. Op 8 oktober 1777 speelde het gezelschap in Gent en bleef zowel daar als in Brugge gans het winterseizoen optreden. De opbrengsten vielen blijkbaar tegen en Neyts vroeg in Brugge daags voor Vastenavond een benefietbal te mogen organiseren, wat hem evenwel door het 'Concert' geweigerd werd. Hetzelfde jaar 1777 trad hij in november en december ook in Mechelen op. In juni 1778 werd in Den Haag opgetreden.
Het jaar 1779 met verhuis naar Mechelen, betekende evenmin het einde. In 1781 verschenen aankondigingen in de Mechelse pers voor opvoeringen door de 'Vlaemsche Opera'. In 1783 kreeg de troep de naam Nieuwe Nederduitsche Opera. In mei 1784 waren er optredens in Gent. Daarmee was evenwel, volgens Huyghebaert, het eindpunt bereikt en zou Neyts pas na 1789 in Frankrijk met een nieuw, nu blijkbaar Franstalig gezelschap van stad tot stad trekken, tot aan zijn dood in 1794.
Of dit voorlopig eindpunt er in 1784 inderdaad geweest is, is niet zeker. Het staat vast, het dagboek van Jozef Van Walleghem is hierover duidelijk, dat in de jaren 1788 en 89 een aanzienlijke opflakkering van het Vlaams operaleven in Brugge plaats vond. Van Walleghem noemde de uitvoerders in 1788 'eenige konstminnende tonneelspeelders deser stadt Brugge' of ook 'de konstminnende tonneelspeelders der Vlaemsche Schouwburg deser stadt Brugge'. In 1789 gebruikte hij dezelfde naam en eenmaal die van 'de konstminnende liefhebbers der Nederlandtsche Vlaemsche Schouburg'. Waren het de gebroeders Neyts die opnieuw optraden? Het blijkt alvast dat ze eind 1787 de wijnhandel liquideerden en Mechelen verlieten. Begonnen ze weer vaker op te treden, omdat ze toch wel van iets moesten leven? Van Walleghem vernoemt een paar maal hun naam, maar het is niet duidelijk of hij hiermee bedoelde dat ze zelf optraden of dat het om opera's uit het repertoire van Jacob Neyts ging. Het is alvast zeker dat bij die door Van Walleghem beschreven heropleving van de Vlaamse opera, de werken die werden uitgevoerd behoorden tot het gekende repertoire van Neyts.
Tijdens het revolutiejaar 1790 werd eveneens veel opera opgevoerd en met enorm succes, door de Konstminnende tonneelspeelders der Vlaemsche Schouwburg, ook nog de Nederlandsche Vlaemsche Schouwburg genaamd. Ook hier betrof het stukken die door Neyts voor het Vlaams repertoire waren omgezet. Van Walleghem vermeldt echter geen namen. Op 18 april 1790 zou dit gezelschap voor het eerst een gemengd programma opvoeren, eerst La servante maîtresse in het Frans, gevolgd door De trouwe Antonio in het Vlaams. De opvoering ging eerst niet door, bij gebrek aan belangstelling maar vond op 10 mei toch plaats.
Indien Neyts er bij te pas kwam, wat toch een hoge graad van waarschijnlijkheid heeft, dan betekent dit dat hij inderdaad Mechelen had verlaten, maar daarom nog niet direct naar Frankrijk de wijk had genomen om er in het Frans opvoeringen te gaan doen. Als hij het was die opnieuw naar Brugge was afgezakt, dan begon hij zich hier stilaan, wellicht met de aanmoediging van zijn Franse schoonzoon Baret, in Franse uitvoeringen te oefenen.

## Jean François Baret
Een ander belangrijk personage in het leven van Jacob Neyts en zijn gezin was Jean-François Baret. Geboren in Boulogne-sur-mer in 1756, behaalde hij aan de universiteit in Parijs een graad van maître-ès-arts.
Hij vestigde zich in Mechelen en kwam er in contact met het gezin van Jacob Neyts. Dit had tot gevolg dat hij op 29 juli 1787 in de Sint-Romboutskathedraal in het huwelijk trad met Marie-Isabelle Neyts, de oudste dochter van Jacob. Na 1790 trok hij waarschijnlijk mee met de familie naar Noord-Frankrijk waar Franse operavoorstellingen werden georganiseerd.
In juni 1794 werd hij bij de definitieve Franse overheersing eerst in Brussel, dan in Antwerpen en ten slotte in Brugge in verantwoordelijke functies benoemd in dienst van de Franse republiek. Voor de familie Neyts was het waarschijnlijk een hele belevenis dat de schoonzoon nu plots een van de voornaamste machthebbers in het departement en in de stad was.
Jacob Neyts stierf op 6 juli 1794 in Boulogne-sur-mer en zijn weduwe keerde naar Brugge terug, waar ze voortaan op de Eiermarkt, samen met haar zoon Jean-Celestin een tabakwinkel uitbaatte. Dit gebeurde onder de handelsnaam 'In Amsterdam', wat gelet op de herinneringen aan de schouwburgbrand van 1772, voor een winkel van rookartikelen wel enigszins uitdagend kon genoemd worden. Ook broer Frans keerde naar Brugge terug. Schoonzoon Baret was nu een van de belangrijkste personaliteiten in de stad.
In 1800 werd Baret door Bonaparte benoemd in het Tribunaat, maar voor hij dit nieuwe ambt in Parijs kon bekleden, overleed hij. Had hij langer geleefd dan zou hij waarschijnlijk zichzelf en de familie Neyts nog tot op grotere hoogte hebben opgetild.

## Het repertoire van Vlaamse opera's door Jacob Neyts gerealiseerd
- Mimi aan het hof
- De Volckplanting
- De Klompjes
- De Dwaling van een ogenblik
- Mazet
- De Greffier in den Trog
- Den bedroogen bailliuw
- De Chineesen
- Den slotmaeker
- Zaïre
- Alziere
- George Dandin
- Den Hooveerdigen
- Don Quichotte
- De Nymphen van Diana
- Bertolde in de Stad
- Raton en Rosette
- Den Waerzegger van 't Dorp
- De Boheemster
- De Tuiniers
- De toets der vriendschap
- De Sympathie
- De Kuyper
- Den Koning en zijn Pachter
- De paardesmit
- De twee Jagers en 't Melemeisje
- De Mangelaers
- De twee gierigaerds
- De onverwaghte Ontmoeting
- Annette en Lubin
- Rose en Colas
- Den Docteur tegen sijn Danck
- Isabelle Capiteyne
- Anthontje en Anthonia
- Het gemist aghterdeurken
- Den Doctor San Grado
- Het Borgersbal
- Den Musyckmeester
- Den schilder verlieft op zijn Voorbeeld
- De spreekende schildery
- Den soldaat toveraar
- De kwaelyck bewaerde Doghter
- De soldaat door dwang
- Bajocco en Serilla
- De roose Maeght
- Lucile
- Julie
- Zemire en Azor
- De schoone Arsena
- De gestrafte Hoogenmoed
- De Olimpiade
- De Huron
- De verliefde van vyftien jaeren, of Het dubbeld feest
- Het dorpsche weez-meisje
- Reken niet zonder uw weerd
- Blasius den lapper
- De molenaerster van Gentilley
- Den charlatan
- Sylvain
- De deserteur
- De dwaaling van een oogenblik, of Het vervolg van Julie
- Het verlooren lam